# Csárdáskirálynő
A Csárdáskirálynő Kálmán Imre legnépszerűbb operettje, háromfelvonásos mű.

## Kezdetek és variációk

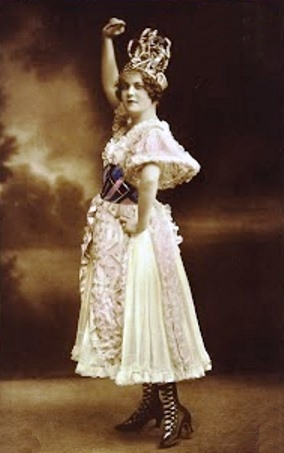
Kosáry Emma a címszerepben, 1916-ban

1914 tavaszán Leo Stein és Jenbach Béla azzal az ötlettel keresték fel Kálmán Imrét, hogy operettet kellene írni egy pesti orfeumi énekesnőről, akibe beleszeret egy trónörökös. Kálmánt megfogta az ötlet, és három héttel a találkozás után Stein és Jenbach átadta neki a szövegkönyvet (németül). Kálmán ekkor visszavonult egy kis üdülőhelyre, hogy nyugodtan dolgozhasson. Közben kitört az első világháború, és Kálmán abbahagyta a komponálást: „Nem tudok zenét szerezni akkor, mikor… a frontokon egymást öli a világ.” Egyéves szünet után Lehár Ferenc tanácsára folytatta a munkát, kibérelt egy villát az ausztriai Bad Ischlben, és végül itt fejezte be az operettet.
A bécsi bemutatóra 1915. november 13-án került volna sor a Johann Strauss-színházban. Az időpont azonban eltolódott, mert Josef König, az egyik főszereplő berekedt, így a premiert eltolták november 17-re. A legenda szerint a babonás Kálmán kérte az igazgatót, Erich Müllert, hogy november 13-án, pénteken ne mutassák be a darabot, de tekintettel arra, hogy addigra már minden jegy elkelt, az igazgató nem engedett. (A valóságban 1915. november 13-a szombatra esett.)
Időközben az eredeti cím is megváltozott, az Es lebe die Liebéből (Éljen a szerelem) Die Czardasfürstin (Csárdáskirálynő) lett.
Az ősbemutató színészei között volt Mizzi Günther, a Csárdáskirálynő, Nyárai Antal, Kerekes Ferkó szerepében, akit a színház másfél év után sem akart elengedni, ezért a hazai bemutatón id. Latabár Árpád játszotta szerepét.
A magyar bemutatásra 1916. november 3-án került sor. A szövegkönyvet Gábor Andor fordította le. Az első előadások Csárdáskirályné címen futottak. A Csárdáskirálynő szerepét Beöthy – a Király Színház igazgatója – Kosáry Emmára osztotta, akinek ez a szerep olyan sikert hozott, hogy ezután végleg az operett világában maradt. Edwin herceg szerepét Király Ernő, Stazi grófnőt Szentgyörgyi Ida alakította. Beöthy ennél az operettnél vezette be azt az újítást, hogy a második és a harmadik felvonás megkezdése előtt fehér vásznat eresztettek a függöny elé, amire kivetítették azt a szöveget, amit a zenekar éppen játszott, így a közönség is énekelhette a dalokat.
Az operett elindult világhódító körútjára, 1917-ben már Szentpéterváron mutatták be, Sylvia címmel. Az angolok és az amerikaiak Gypsy Princess címmel játszották, és a főhősnőből, Szilviából cigány hercegnőt faragtak.
A szövegkönyvet 1954-ben Békeffi István és Kellér Dezső átírta, a primadonna szerepből kiöregedett, akkor már 61 éves Honthy Hanna számára főszereppé bővítették Cecília (az eredeti változatban Anhilte) szerepét, és kibővítették Miska szerepét, a harmadik felvonás színhelyét pedig egy hotel halljából a karlsbadi sétányra helyezték át.
Fontos és formabontó bemutatónak számít az 1993-ban, a kaposvári Csiky Gergely Színház által bemutatott, nagy vihart kavart előadás. A szövegkönyvet ismét átírták, ezúttal Mohácsi János és Eörsi István, a történetet és a karaktereket a műfajra jellemző könnyedséggel ellentétesen realizálták, ezáltal az előadás egyfajta sötét tónust kapott. Bár a színeszek énekhangja csok esetben kifogásolható volt (kivéve Sáfár Mónikát és esetenként Molnár Piroskát) ezt pótolta a színészi játék zsenialitása és az, hogy sok helyen a könnyedebb érzelmi töltés helyett erős drámai jelenetekkel találkozhatunk.[forrás?] A harmadik felvonás helyszínét ismét áthelyezték a fiumei kikötőbe, ahol a Novara nevű hadihajó ünnepélyes felavatására került sor, ahol többek között feltűnt Csermanek (később Kádár) János is. Az operett keletkezésének idejére (1916) jellemző minden politikai, társadalmi és történelmi esemény bekerült az előadásba többek között a világháború, a monarchia, a nemesség dekadenciája, ezért is lett az előadás címe 1916. A Csárdáskirálynő. A darabot Mohácsi János rendezte, Cecíliát Molnár Piroska, Edvint pedig Kulka János alakította. Az előadás hatalmas siker lett, a Magyar Televízió is rögzítette, és többször leadta. Azonban voltak, akik felháborodtak az újszerű megközelítésen. Érdekesség, hogy a második felvonás azóta elhíresült fináléjában, ahol Cecília egyedül marad a színen és az összezáródó függönyt megtartva énekli ki magából minden bánatát, dühét és sértődöttségét a szám szövegét maga Molnár Piroska állította össze – ahogy Ő nyilatkozta – különböző versek különböző soraiból:[forrás?]
Életemben hány szerelem meghempergetett, / Madárijesztőnek tán még jó leszek neked! / Úristen, ne szólj bele, / Magam járok végire! / Jöhet bármi az én szívem nem békül, / Csillag leszek tán az égen fény nélkül...
Kvittek vagyunk mi már, az élet meg én, / Nem fogok sírni nektek bármi is ér! / Fut, robog, száguld velem még a vonat, / Míg az ég ránk le nem szakad!

## Cselekmény
(Az alábbi az 1954-es változat cselekménye, nem azonos az eredetivel!)

### I. felvonás
Helyszín: az Orfeum.
Szilvia, az ünnepelt primadonna búcsúzik barátaitól és rajongóitól, mert karrierjét Párizsban folytatja. Edvin herceg mindhiába marasztalja szerelmét, mert a lány tudja, kapcsolatuknak, a nagy társadalmi különbség miatt nincs jövője. Az Orfeum törzsvendégei, a mókás természetű Bóni gróf és Miska, az öreg szeparépincér vezetésével, Szilvia ünnepélyes búcsúztatására készülnek. Miska pincér és Feri úr, az egyik vendég, nosztalgiával emlékeznek vissza Cilikére, az egykori primadonnára, aki a Csárdáskirálynő szerepében sok férfiszívet tört össze. Ekkor érkezik meg Cecília hercegnő, Edvin anyja, hogy bármi áron hazavigye fiát, akire otthon vár a számára kiválasztott menyasszony, Stázi hercegnő. Cecília hercegnőt meglátva Miska és Feri örömmel üdvözli a rég nem látott primadonnát, Cilikét. A boldog emlékezések percei után Cilike megesketi barátait, hogy bármi történjék is, nem fedik fel primadonnamúltját. Edvin és anyja találkozása szomorú véget ér: a fiút katonai behívóval kényszerítik haza Bécsbe. A búcsúzásra kapott fél óra azonban elég a szerelmeseknek arra, hogy közjegyző előtt egy házassági kötelezvényt írjanak alá. A herceg távozása után Bóni elmondja Szilviának, hogy Edvinre Bécsben menyasszony vár. A lány a hír hallatán úgy dönt, mégis elutazik a Fény Varosába.

### II. felvonás
Helyszín: Bécs, a hercegi palota.
Gyülekeznek a vendégek Edvin és Stázi eljegyzésére. Miskát most mint a herceg főkomornyikját látjuk viszont. Az érkezők között van Bóni gróf és „felesége” Szilvia, valamint Feri úr is, aki Bóni apjának adja ki magát. Mint kiderül, erre a huncutságra Szilvia vette rá barátait, hogy még egyszer láthassa szerelmét. Szilvia „grófnétól” mindenki el van ragadtatva. Az est díszvendége, a vén szoknyapecér főherceg érdeklődését különösen felkelti, aki egyértelmű ajánlatot tesz a lánynak. Edvin és Stázi beszélgetéséből kiderül, hogy a hercegkisasszony sem szerelmes vőlegényébe, akinek pesti románcáról egyébként mindent tud. Edvin nagyon elkeseredik, mikor Szilviát Bóni feleségeként látja viszont, s ekkor elhatározza, mégis eljegyzi kuzinját. Miska, aki gyakorlott szervező szívügyekben, összehozza Stázit és Bónit, akik azonnal egymásba szeretnek. Edvin és Szilvia tisztázzák a félreértéseket, de Cecília hercegnő a lány lelkébe tapos, s mivel ő véletlenül megtudta, hogy valójában nem Bóni felesége, pénzt ajánl fel neki távozásáért cserébe. Szilvia visszautasítja az ajánlatot, s úgy dönt, mindenképp marad. Amikor azonban az idős herceg bejelenti a vendégeknek Stázi és Edvin eljegyzését, Edvin bevallja, hogy szíve már nem szabad. A hercegnő ekkor leleplezi Szilviát, aki viszont a főherceggel kapcsolatos udvari pletykákkal rukkol elő, hogy bebizonyítsa, tisztességesebb, mint egyes előkelő hölgyek. Megmutatja a házassági kötelezvényt is, aminek Stázi és Bóni örülnek legjobban...

### III. felvonás
Helyszín: Marienbad, a népszerű fürdőhely.
Cecília hercegnő születésnapjára készül a feledékeny, kicsit butácska férje, s titkos szeretője, a főherceg. Cecília nagyon szomorú, mert Stázi elszökött Bónival, Edvin pedig Szilviával. Miska az öreg pincér és főkomornyik is felmondott neki, mert szívtelen, kegyetlen asszonynak tartja, amiért rangkórságában feláldozná egyetlen fia boldogságát is. A fürdőhelyre érkeznek a fiatalok, de a sértődött Cecília egyik párt sem hajlandó fogadni. Feri úr tervet eszel ki a helyzet megoldására: Mivel őt esküje köti, s ezért nem leplezheti le a hercegnő primadonna múltját, de az előző három férj megtehetné ugyanezt. Titokban meghívja hát őket a születésnapi ünnepségre, ahol a hercegnő nemcsak hercegi férje, de a főherceg előtt is lelepleződik. A főherceg megbocsát Cecíliának, s bocsánata jeléül nagykövetnek nevezteti ki a herceget, aki amikor szembesül felesége viselt dolgaival, megbolondul, de legalább nem jut a többi megcsalt férj sorsára. A megtört Cilike és a főherceg áldását adja a fiatalokra, bár Edvin és Szilvia már ekkor házasok. A szórakozott Bóni pedig, aki nem merte eddig felbontani a szerelme szüleitől naponta érkező sürgönyöket, döbbenten olvassa, hogy azok sem ellenzik már az esküvőt.

## Szereplők
(Az 1954-es változat szereplői, nem azonosak az eredetivel!)

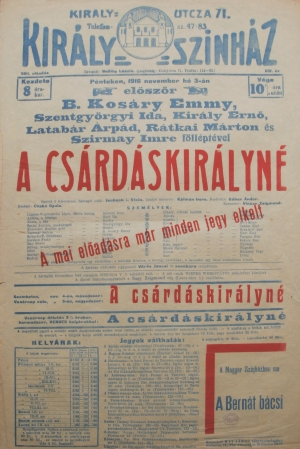
Az első magyar bemutató plakátja

- Vereczky Szilvia (Sylva Varescu) – szoprán
- Edwin Ronald herceg (Cecília és Leopold Maria fia) (Fürst von und zu Lippert-Weilersheim) – tenor
- Cecília (Anhilte) – Cecíliaként: szoprán Anhilteként: próza
- Leopold Maria, Cecília (Anhilte) férje – I. variáns: tenor v. próza II. variáns: próza v. basszus
- Kerekes Feri – basszus
- Kaucsiánó Bonifác gróf (Boni von Káncsiánu) – tenor
- Stazi kontesz – szoprán
- Rohnsdorff tábornok, Edvin nagybátyja – basszus
- Miska, főpincér
- Ferdinánd Habsburg főherceg, nőcsábász
- Kis, közjegyző
- Kálnoky Tasziló gróf, Cecília korábbi férje
- Aloise Hübner báró, Cecília korábbi férje
- Lazarovics, földbirtokos, Cecília korábbi férje
- McGrave, gazdag öregúr
- Klementina, Cecília kényes barátnője
- Krisztina, Cecília kényes barátnője

## Dalok
- A lyányok, a lyányok (Alle sind wir Sünder – Die Mädis vom Chantant)
- Túl a Óperencián (Fecske duett) (Ich warte auf das große Wunder – Machen wir’s den Schwalben nach)
- Álom - álom (Tanzen möcht ich – Tausend kleine Englein singen)
- Te rongyos élet (Mädel guck...Das ist die Liebe die dumme Liebe)
- Az asszony összetör! (O jag' dem Glück nicht nach)
- Hajmási Péter, Hajmási Pál… [3]
- Jaj, cica, eszem azt a… (Aus ist's mit der Liebe – Ganz ohne Weiber geht die Chose nicht)
- Csókolózni, csókolózni
- Haj-hó… (Szilvia belépője) (Heia, heia, in den Bergen ist mein Heimatland)
- Emlékszel még… (Heller Jubel – Weißt Du es noch)
- Hurrá, hurrá… (Liebchen mich reißt es) kvartett
- Húzzad csak kivilágos virradatig… (Nimm Zigeuner deine Geige – Jai Mamám, Bruderherz, ich kauf’ mir die Welt) tercett

## Fontosabb magyar nyelvű szereposztások
| Szerep                                     | 1916             | 1954           | 1961            | 1993 (Csiky Gergely Színház, Kaposvár) | 2005 (Szegedi Szabadtéri Jákékok) | 2009              | 2019(Operettszínház) | 2019 (Csokonai Színház, Debrecen) |
| ------------------------------------------ | ---------------- | -------------- | --------------- | -------------------------------------- | --------------------------------- | ----------------- | -------------------- | --------------------------------- |
| Vereczki Szilvia                           | Kosáry Emmi      | Németh Marika  | Németh Marika   | Sáfár Mónika                           | Rálik Szilvia                     | Fischl Mónika     | Fischl Mónika        | Vörös EditNánási Helga            |
| Edwin Ronald                               | Király Ernő      | Borvető János  | Baksay Árpád    | Kulka János                            | Nyári Zoltán                      | Vadász Dániel     | Vadász Zsolt         | Haja ZsoltHoffmann Richárd        |
| Stázi grófnő, a herceg unokahúga           | Szentgyörgyi Ida | Gyenes Magda   | Gyenes Magda    | Márton Eszter                          | Bartsch Kata                      | Szendy Szilvi     | Széles Flóra         | Bódi BarbaraNagy Kíra             |
| Kaucsiánó Bóni gróf                        | Rátkai Márton    | Rátonyi Róbert | Rátonyi Róbert  | Gyuricza István                        | Stohl András                      | Peller Károly     | Dénes Viktor         | Kádár SzabolcsRózsa László        |
| Kerekes Ferkó                              | Latabár Árpád    | Homm Pál       | Homm Pál        | Spindler Béla                          | Gálffi László                     | Földes Tamás      | Szolnoki Tibor       | Garay Nagy Tamás                  |
| Cecília, a herceg felesége                 | Gerő Ida         | Honthy Hanna   | Honthy Hanna    | Molnár Piroska                         | Hernádi Judit                     | Kállai Bori       | Siménfalvy Ágota     | Bódi Marianna                     |
| Leopold Mária, Lippert Weilersheim hercege | Szirmay Imre     | n.a.           | Csákányi László | Csapó György                           | Gregor József                     | Marik Péter       | Csuha Lajos          | Dánielfy Zsolt                    |
| Miska                                      | n.a.             | Feleki Kamill  | Feleki Kamill   | Lugosi György                          | Bodrogi Gyula                     | Faragó András     | Görög Patrik         | Steuer Tibor                      |
| Eugen von Rohnsdorff, főhadnagy            | n.a.             | n.a.           | n.a.            | n.a.                                   | n.a.                              | Dézsy Szabó Gábor | Mészáros Árpád Zsolt | n.a.                              |
| Terka, az orfeum lányainak vezetője        |                  |                |                 |                                        |                                   |                   |                      | Oláh ZsuzsaOszvald Marika         |

## Alkotók
| Készítők    | 1916              | 1954                        | 1961                        | 1993 (Csiky Gergely Színház, Kaposvár) | 2005 (Szegedi Szabadtéri Jákékok) | 2009                               | 2019(Operettszínház) | 2019 (Csokonai Színház, Debrecen)  |
| ----------- | ----------------- | --------------------------- | --------------------------- | -------------------------------------- | --------------------------------- | ---------------------------------- | -------------------- | ---------------------------------- |
| Dramaturg   | Gábor Andor       | Békeffi István Kellér Dezső | Békeffi István Kellér Dezső | Eörsi István Mohácsi János             | Vörös Róbert                      | Kállai István Kerényi Miklós Gábor | n.a.                 | Peller Károly                      |
| Koreográfus | n.a.              | n.a.                        | n.a.                        | Imre Zoltán                            | Király Attila                     | Gesler György                      | Bozsik Yvette        | Szkáli Edina                       |
| Díszlet     | Márkus László     | Fülöp Zoltán                | n.a.                        | Khell Zsolt                            | Menczel Róbert Selmeczi T. György | Gyarmathy Ágnes                    | Cziegler Balázs      | Debreczeni Borbála                 |
| Jelmez      | Wiener Werkstatte | Márk Tivadar                | n.a.                        | Cselényi Nóra                          | Gyarmathy Ágnes                   | Kemenes Fanni                      | Berzsenyi Balázs     | Mészáros Zsófia                    |
| Karmester   | Vincze Zsigmond   | Bródy Tamás                 | Bródy Tamás                 | Kerényi Gábor                          | Silló István                      | Makláry László                     | Pfeiffer Gyula       | Makláry László Somogyi-Tóth Dániel |
| Rendező     | Czakó Gyula       | Szinetár Miklós             | Szinetár Miklós             | Mohácsi János                          | Alföldi Róbert                    | KERO                               | Vidnyánszky Attila   | Gemza Péter Peller Károly          |

## Filmfeldolgozások
- Die Czardasfürstin(wd) (1927, magyar–német) rendező: Hanns Schwarz, szereplők: Liane Haid, Ráday Imre, Vendrey Ferenc, Zátony Kálmán, Oscar Marion
- Die Czardasfürstin(wd) (1934, német) rendező: Georg Jacoby, szereplők: Mártha Eggerth, Hans Söhnker, Paul Kemp, Inge List, Paul Hörbiger
- Silva(wd) (1944, szovjet) rendező: Aleksandr Ivanovsky, szereplők: Zoya Smirnova-Nemirovich, Niyaz Dautov, Margarita Sakalis, Sergey Martinson, Sergey Dybcho
- Die Csardasfürstin(wd) (1951, német) rendező: Georg Jacoby, szereplők: Rökk Marika, Johannes Heesters, Hubert Marischka, Walter Müller, Jeanette Schultze
- Csárdáskirálynő(wd) (1971, magyar–német) rendező: Szinetár Miklós, szereplők: Psota Irén, Anna Moffo(wd), René Kollo(wd), Németh Sándor, Latinovits Zoltán
- Silva(wd) (1981, szovjet) rendező: Yan Frid, szereplők: Zhanna Glebova, Ivars Kalnins, Vitali Solomin, Mariya Solomina, Igor Dmitriev
- Die Csárdásfürstin (1998, német) rendező: Franz Winter, szereplők: Martina Serafin, Hlin Petursdottir, Angelie Alaïs Adell, Wolfgang Schwaninger, Karl Schönböck